# Jagged Little Tapestry
"Jagged Little Tapestry" er den tredje episode af den sjette sæson af den amerikanske musikalske tv-serie Glee, og den 111. overordnede set. Episoden blev skrevet af seriens medskaber Brad Falchuk, instrueret af Paul McCrane, og første gang sendt den 16. januar 2015 om Fox i USA.
Episoden handler om at Rachel Berry og Kurt Hummel udarbejder en opgave for New Directions, men har konflikter i deres undervisningsmetoder. Kurts brud med Blaine Anderson giver angst til gruppen. Becky Jackson har en ny kæreste, men har løjet for ham om sit liv, og Coach Beiste skal tage en vanskelig beslutning.

## Plot
Kurt Hummel (Chris Colfer) løber ind i sin tidligere forlovede Blaine Anderson (Darren Criss) og hans nye kæreste Dave Karofsky (Max Adler), da er Kurt stadig knust over deres bryd. Kurt og Rachel Berry (Lea Michele) beslutter at bruge Kurts følelser, som inspiration til en opgave for New Directions, og medlemmerne laver et mashup af sange fra albummene Jagged Little Pill af Alanis Morissette og Tapestry af Carole King. Coach Beiste (Dot-Marie Jones) og Sam Evans (Chord Overstreet), der nu arbejder som assisterende fodboldtræner, diskutere Beistes åbenbare knæproblemer, da hun tager anden medicin, og  har vredesudbrud. Spencer Porter (Marshall Williams) anmoder om et skud på start quarterback men afvises. Rachel og Kurt byder velkommen til gamle kormedlemmer Puck (Mark Salling), Quinn (Dianna Agron), Santana (Naya Rivera), Brittany (Heather Morris), og Tina (Jenna Ushkowitz) som hjælper med opgaven og opdager deres kamp om undervisningsmetoder, da Rachel er optimistisk og Kurt er realistisk på grund af hans brud. Becky Jackson (Lauren Potter) fortæller Quinn og Tina, at hun har en ny kæreste Darrell (Justin Prentice) hvem hun ønsker at introducerer for alle, men Becky har fortalt Darrell, at hun var formanden for hver klub på McKinley High herunder New Directions, så Quinn og Tina er enige om, at hjælpe hende med at synge.
Becky introducerer Darrell til Principal Sue Sylvester (Jane Lynch), som er overrasket over at opdage, at Darrell ikke har Downs syndrom som Becky, og hun er bekymret for Beckys sikkerhed. Santana frier til Brittany, og hun accepterer frieriet, men Kurt gør indsigelse på grund af hans hjertesorger. Senere skælder Santana ud Kurt for hans handlinger. Kurt undskylder til Brittany for at afbryde deres frieri, og Brittany afslører, at Blaine og Dave flytter sammen, så Kurt nødt til at stoppe med at være deprimeret og komme videre med sit liv. Coach Roz Washington (NeNe Leakes), Sue, Quinn, og Tina konfrontere alle Darrell om hans intentioner med Becky, men han får dem til at indse, at en person med Downs syndrom skal behandles ligesom alle andre, og at deres bekymringer ikke er ikke gyldige.
Jane Hayward (Samantha Marie Ware) og Mason McCarthy (Billy Lewis Jr.) udfører en duet, som Rachel roser, men Kurt bliver igen mindet om hans forhold til Blaine, og han kritiserer forestillingen. Sue konfronterer Coach Beiste om hendes medicin og Beiste fortæller Sue, at hun har kræft. Becky forsøger at synge for Darrell sammen med Quinn og Tina, men hun kan ikke, og Quinn, Tina, Santana, og Brittany overbeviser Becky om, at hun har brug for at fortælle sandheden til Darrell. Kurt undskylder til Rachel for at have sine følelser påvirke hans undervisning, men Rachel mener, at Jane og Mason værdsatte kritikken, og bruger det til, at motivere dem til at gøre det bedre. Rachel og Kurt indser, at selv om deres stilarter er forskellige, underviser de godt sammen. Sue og Coach Beiste mødes med Sam, hvor Beiste endelig afslører, at den egentlige årsag til hendes medicin er, at hun er blevet diagnosticeret med kønsdysfori, og er begyndt processen med at gennemgå en kønsskifteoperation. Beiste beder Sam om, at tage over som træner, mens hun er væk, hvor Sue forsikrer Beiste, at hendes job er sikkert, mens hun gennemgår denne proces. Becky fortæller sandheden til Darrell, der accepterer hendes undskyldning. Rachel og Kurt fortæller New Directions medlemmerne Jane, Mason, Madison McCarthy (Laura Dreyfuss), og Roderick (Noah Guthrie), at de er et skridt tættere på at være klar til Sectionals.

## Modtagelse

### Vurderinger
Episoden blev set af 1.980.000 seere og modtog en bedømmelse på 0,7 ud af 2 i aldergruppen 18-49.

### Kritisk respons
Lauren Hoffman fra Vulture sagde, at denne sidste sæson af Glee "er showet stille og trygt ved, at flytte tilbage til sine rødder." Christopher Rogers fra Hollywood Life sammenfattet sin anmeldelse med "Det var fantastisk!" A.V. Clubs Brandon Nowalk beskrev temaet episoden som "en anden tråd, der løber hele vejen igennem "Jagged lille Tapestry" er brutal ærlighed." Miranda Wicker fra TV Fanatic udtalte "at skrive denne sæson er cheesier end normalt og helt opstyltet, med "farvel" hængende på hvert ord."

## Eksterne links
- Jagged Little Tapestry på Internet Movie Database (engelsk)
- Jagged Little Tapestry hos TV.com (engelsk)